# Somewhere (canção de Shanice)
"Somewhere" é uma canção/single da cantora Shanice. Foi o primeiro single de seu terceiro álbum 21... Ways to Grow. Foi composto e produzido por Christopher Williams, Shanice Wilson, Kiyamma Griffin e Ike Lee III.

## Lista de faixas
12" single
A1. "Somewhere" (Nothin' But Da Funk Mix) (4:16)
A2. "Somewhere" (versão em LP) (4:10)
A3. "Somewhere" (Instrumental) (5:08)
B1. "Somewhere" (Deep Soul Mix) (5:08)
B2. "Somewhere" (A Capella) (4:13)

## Posições nos gráficos musicais
| Gráfico                              | Posições |
| ------------------------------------ | -------- |
| EUA Billboard Bubbling Under Hot 100 | 22       |
| EUA Billboard Hot R&B/Hip-Hop Songs  | 28       |